# Anthriscus cerefolium
Il cerfoglio (Anthriscus cerefolium (L.) Hoffm.) è una pianta annuale della famiglia delle Apiacee.
Importata in Europa dai Romani dalla Russia meridionale, dal Caucaso o dal Medio Oriente; si è ormai naturalizzata nella flora americana, nordafricana ed europea, cresce infatti spontaneamente nei boschi e nei prati.

## Descrizione
La pianta può crescere dai 40 ai 70 cm. Ha foglie a lamina suddivisa che possono arricciarsi e piccoli fiori bianchi riuniti in una infiorescenza ad ombrella di circa 2,5 cm di diametro. I frutti sono diacheni oblunghi e ovali, di circa 1 cm di lunghezza.

## Usi

### Culinario
È indicato dovunque possa essere usato il prezzemolo, al quale spesso è preferito per il suo sapore più delicato. Particolarmente indicato con le uova. È molto popolare in Francia dove è aggiunto ad omelette, insalate e zuppe; abbastanza raro da trovare in Italia.

### Medicinale

#### Uso esterno
Ha proprietà emollienti; perciò è utilizzato per curare contusioni, punture di insetto, occhi infiammati dal sole e dal vento, blefariti, geloni e nella preparazione di cataplasmi.
Il decotto era usato anche per lavare le parti arrossate dei neonati.

#### Uso interno
L'infuso è utilizzato per curare idropisia, coliche epatiche, reumatismi, gotta e dolori mestruali. È considerato un purificatore del sangue.